# Gornje Dragovlje
Gornje Dragovlje (cyr. Горње Драговље) – wieś w Serbii, w okręgu niszawskim, w gminie Gadžin Han. W 2011 roku liczyła 329 mieszkańców.